# Tản nhiệt trong máy tính

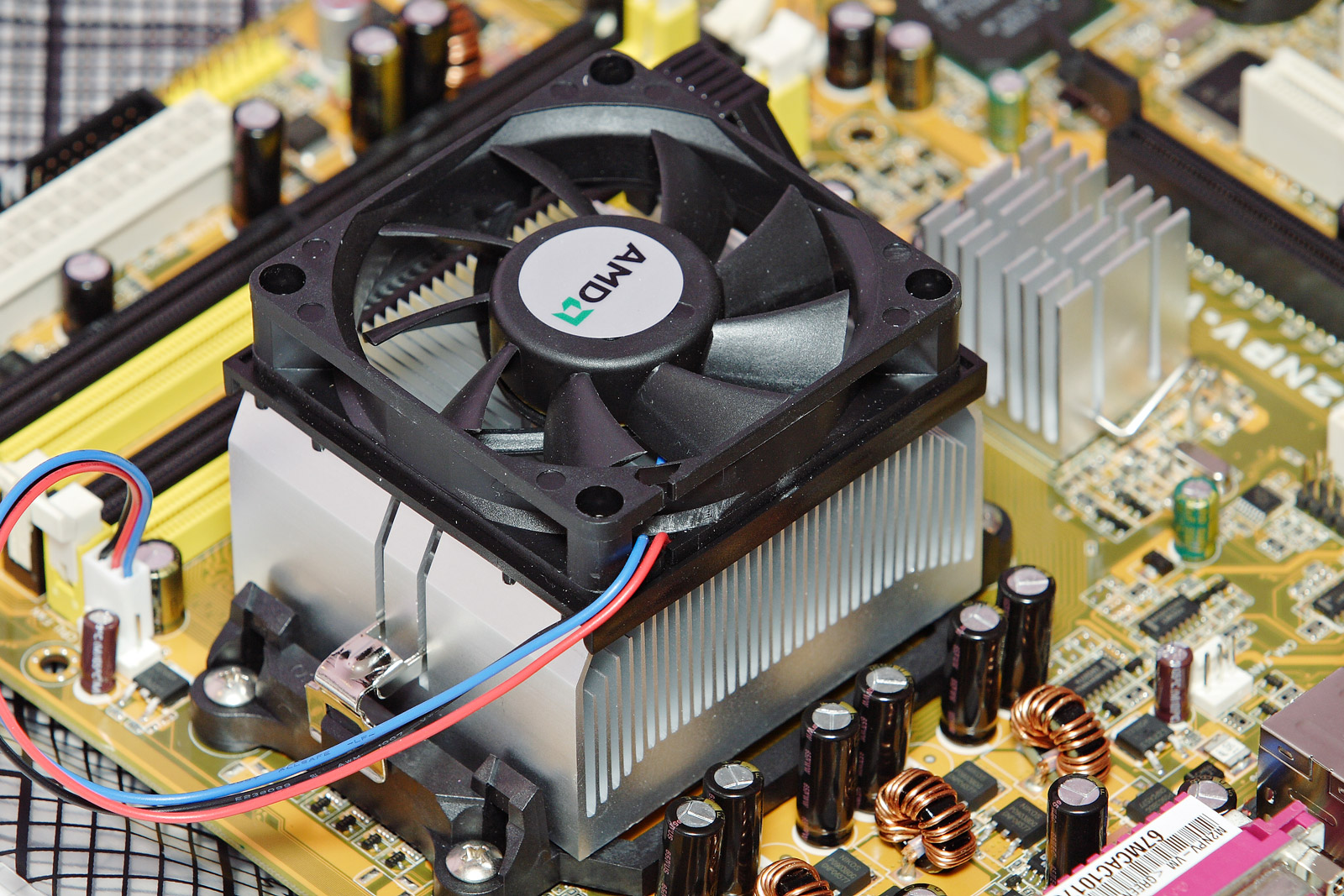
Bộ tản nhiệt cùng quạt của hãng AMD được gắn bên trên bo mạch chủ của một chiếc máy tính

Tản nhiệt máy tính, giải nhiệt trong máy tính hay làm mát trong máy tính (tiếng Anh: Computer cooling) là các tên gọi khác nhau để nói đến sự làm giảm nhiệt độ sinh ra trong quá trình làm việc của các thiết bị trong máy tính.
"Tản nhiệt" cho các thiết bị là hành động luôn được coi trọng từ các nhà sản xuất phần cứng máy tính, chúng luôn được thử nghiệm kỹ lưỡng để hệ thống có thể làm việc bình thường và phù hợp với môi trường khí hậu tại các thị trường mà sản phẩm đó được bán ra.

## Sự phát sinh nhiệt trong máy tính
Mọi thiết bị sử dụng điện năng đều phát ra nhiệt bởi nhiệt năng được sinh ra trong quá trình truyền dẫn điện năng trong vật dẫn. Nói một cách dễ hiểu hơn, sự chuyển động của các electron hỗn loạn trong kim loại va đập vào các nút mạng trong cấu trúc tinh thể tạo ra nhiệt năng. Mọi thiết bị đều dùng dây dẫn tín hiệu điện bằng kim loại. Các vật chất bán dẫn khác cũng sinh ra nhiệt khi làm việc.
Sự phát sinh nhiệt trong các thiết bị máy tính là điều không mong muốn. Một mặt khác khi nhiệt độ tăng lên đến một giới hạn chịu đựng nhất định thì các thiết bị này hoạt động không ổn định, có thể dẫn đến làm dừng hệ thống (treo máy) hoặc hư hỏng.
Trong lĩnh vực phần cứng máy tính, hiện nay chưa có các thiết bị, linh kiện nào nhận được sự có lợi, gia tăng hiệu năng khi nhiệt độ thiết bị đó tăng lên. Chỉ có một số loại sensor đo nhiệt độ phải làm việc với nó như sự đo đếm, kiểm soát hoặc một vài loại thiết bị dựa theo các ý tưởng khác thường ở một số người sử dụng điện năng trong máy tính để đun nấu, hâm nóng thức ăn chẳng hạn.

## Các yếu tố ảnh hưởng
Yếu tố ảnh hưởng nhất đối với mọi hình thức tản nhiệt là nhiệt độ môi trường trong không gian chứa các máy tính cần tản nhiệt. Nếu như môi trường làm vệc thường xuyên xung quanh một máy tính có nhiệt độ cao (ví dụ thường xuyên ở 35 đến 40 độ C) thì cần xem xét tính toán lại các cách tản nhiệt cho máy tính đó để đảm bảo quá trình làm việc ổn định lâu dài.
Các hình thức tản nhiệt có thể phát ra tiếng ồn ra môi trường làm việc của máy tính và con người làm việc với nó. Nếu chỉ làm việc với một thời gian ngắn thì các loại tiếng ồn có thể ảnh hưởng ở mức độ thấp mà người sử dụng thường có thể không chú ý đến. Nhưng nếu thường xuyên làm việc với máy tính hoặc trong một không gian làm việc có nhiều máy tính cá nhân cùng hoạt động và phát tiếng ồn lớn (hoặc làm việc lâu tại thời điểm tĩnh lặng ban đêm) thì sẽ thấy sự tiếng ồn phát ra từ các máy tính sẽ ảnh hưởng một phần đến con người và làm giảm hiệu suất làm việc. Do đó mọi thiết kế tản nhiệt của máy tính được tính toán đến giảm độ ồn đến tối thiểu.

## Các phương pháp tản nhiệt trong máy tính
Mục đích của việc tản nhiệt trong máy tính là có thể truyền nhiệt độ từ một linh kiện phát nhiệt đến môi trường xung quanh. Quá trình tản nhiệt chỉ đạt mục đích khi lượng nhiệt sinh ra tại linh kiện phát nhiệt cân bằng với nhiệt lượng thoát ra môi trường ở một nhiệt độ nhất định của linh kiện phát nhiệt.

### Tản nhiệt tự nhiên
Tản nhiệt tự nhiên là phương pháp nói chung nhất cho mọi thể loại tản nhiệt theo hình thức không can thiệp bằng quạt hoặc các hình thức khác.
Hình thức đơn giản nhất của tản nhiệt tự nhiên là: Để nguyên linh kiện mà không can thiệp. Hình thức này thường được sử dụng đối với một số bo mạch chủ các thế hệ trước đây khi không gắn tản nhiệt cho các chipset cầu nam.
Gắn một phiến tản nhiệt bằng kim loại có khả năng tản nhiệt tốt cũng là phương pháp tản nhiệt tự nhiên. Tuy nhiên xét một cách kỹ lưỡng thì có thể không coi là tản nhiệt tự nhiên bởi chúng có thể được lợi dụng một số luồng gió được định hướng bên trong vỏ máy tính.
Mọi hình thức còn lại ngoài "tản nhiệt tự nhiên" có thể được coi là "tản nhiệt cưỡng bức". Tản nhiệt cưỡng bức là hình thức tác động trực tiếp vào thiết bị, linh kiện cần tản nhiệt để làm hạ nhiệt độ của chúng khi làm việc. Tổng quát của mọi hình thức tản nhiệt bên trong vỏ máy tính đều được tản nhiệt một cách cưỡng bức bởi khối không khí di chuyển trong thùng máy tính hoàn toàn theo sự cưỡng bức. Tuỳ từng thể loại tản nhiệt cưỡng bức mà chúng được đặt tên thể loại riêng đặc trưng để tránh tạo thành thể loại quá rộng.

### Tản nhiệt dùng quạt
Tản nhiệt dùng quạt là một hình thức tản nhiệt cưỡng bức. Thể loại này sử dụng các quạt nhỏ để lưu chuyển một luồng không khí từ phía sau của quạt đến phía trước chúng nhằm tản nhiệt cho các thiết bị.
Tản nhiệt dùng quạt là phương thức tản nhiệt thông dụng và rẻ tiền nhất trong các phương pháp tản nhiệt cưỡng bức. Chỉ cần sử dụng các quạt gắn lên thiết bị cần tản nhiệt và kết nối vào các đầu cắm nguồn của máy tính hoặc bo mạch chủ.
Các thiết bị sau trong máy tính có thể sử dụng tản nhiệt bằng quạt:
- CPU
- Ổ cứng
- Card đồ hoạ
- Nguồn máy tính
- Chipset cầu bắc
- Chipset cầu nam
- Vỏ máy tính: Sử dụng tản nhiệt cho toàn bộ hệ thống, một số quạt có thể bố trí tại vị trí phía trước thùng máy, hai bên hông và phía sau thùng máy. Vỏ máy tính còn có khả năng lợi dụng sự tản nhiệt dùng quạt của nguồn máy tính để lưu thông một lượng không khí lớn ra khỏi thùng máy.

### Tản nhiệt dùng chất lỏng
Tản nhiệt dùng chất lỏng sử dụng tính chất dẫn nhiệt của chất lỏng để truyền nhiệt từ linh kiện, thiết bị phát nhiệt đến một thiết bị tản nhiệt tự nhiên hoặc cưỡng bức khác.
Thường gặp nhất là các loại tản nhiệt dùng chất lỏng từ CPU, GPU, chipset cầu bắc đến một cụm thiết bị tản nhiệt cưỡng bức (gắn trên vỏ máy tính hoặc gắn ngoài).
Một số cụm thiết bị tản nhiệt đầu cuối của hệ thống này sử dụng phương pháp tản nhiệt tự nhiên bằng cách lưu chứa chất lỏng trên một thiết bị có các cánh tản nhiệt. Tuy nhiên thiết bị tản nhiệt đầu cuối kiểu này thường không có hiệu quả ngay ở cả một số quốc gia có nhiệt độ môi trường thấp, một số thử nghiệm tại diễn đàn VOZ (của Việt Nam) đã cho thấy điều đó.

### Tản nhiệt dùng các môi chất đặc biệt
Phương pháp tản nhiệt dùng các môi chất đặc biệt thường không được sử dụng thường xuyên ở các máy tính, ngay cả đối với các overclocker kỳ cựu nhất, bởi giá thành của các môi chất này thường rất đắt.

Phương pháp này thường chỉ sử dụng trong các cuộc trình diễn hoặc khi lập các kỷ lục về overclock, cách sử dụng thường mang tính thủ công (không tự thực hiện trong toàn bộ quá trình làm việc lâu dài với máy tính), phải thường xuyên chú ý và có các biện pháp thực hiện đặc biệt.
Phương pháp tản nhiệt dùng môi chất có nguyên lý dựa trên một tính chất của chất lỏng – "chất lỏng lạnh đi khi bay hơi" – đây cũng là nguyên lý của các máy máy làm lạnh trong đời sống khi làm giãn nở đột ngột một chất lỏng bằng các máy nén. Không giống như vậy, phương pháp dùng dung môi này dựa trên tính chất bay hơi nhanh của một số môi chất đặc biệt để làm lạnh các thiết bị cần hạ nhiệt.
Thường thấy nhất là phương pháp tản nhiệt bằng nitơ hoá lỏng. Trong một số cuộc trình diễn thì nitơ hoá lỏng có thể hạ nhiệt độ tức thời xuống nhiệt độ âm rất sâu, do đó có thể làm mát ngay lập tức các thiết bị toả nhiều nhiệt.

### Tản nhiệt bằng máy lạnh
Đây có vẻ là một phương pháp tản nhiệt đắt tiền đối với một máy tính, tuy nhiên nếu xét trong phạm vi lớn, chúng lại thường xuyên được sử dụng. Hầu hết các phòng chứa các hệ thống máy tính lớn, máy chủ đều được làm mát xuống nhiệt độ thấp để tản nhiệt cho các hệ thống đó. Nó là một phương pháp cần thiết để tránh sự nóng lên của các khối không khí trong các phòng lớn, gian chứa các máy chủ.

## Kết hợp mọi phương pháp tản nhiệt
Khi muốn tản nhiệt cho toàn bộ một hệ thống máy tính một cách tối ưu, không gây ồn lớn khi làm việc, cần sử dụng mọi hình thức tản nhiệt một cách hợp lý ngay từ khâu thiết kế vỏ máy tính.